# 伊弗雷姆·卡齐尔
伊弗雷姆·卡齐尔（希伯來語：‎；1916年5月16日—2009年5月30日），以色列生物物理学家和以色列工党政治家。1973年至1978年担任以色列第四任总统。

## 生平
卡齐尔出生在俄罗斯帝国统治下的基辅的埃夫拉姆·卡查爾斯基。1925年，他与家人一起移民到巴勒斯坦。在耶路撒冷希伯来大学研究化学和生物学，获得了博士学位。在国外留学以后，他返回以色列，并成为设在雷霍沃特魏茨曼科学研究所生物部门负责人。
卡齐尔是旨在寻求以色列独立的犹太武装“哈加纳”成员，在1966年他成为以色列国防军的首席科学家。他的哥哥阿哈隆，是一个享誉国际的化学物理学家，在1972年的盧德機場大屠殺中被杀害。卡齐尔是在哈佛大学工作期间，以色列总理果尔达·梅厄夫人与他商量后，宣布提名他为以色列总统。在担任总统期间爆发了第四次中东战争（赎罪日战争），1977年埃及总统萨达特还访问了耶路撒冷，打开了埃以直接对话的渠道。
在1978年，他因为他妻子尼娜的病情，拒绝连任总统。卸任总统后，继续从事科研工作。1959年，卡齐尔被授予以色列自然科学奖。1977年，他当选为英国皇家学会外籍院士。1985年，他被授予日本國際獎。 2000年，拉希基金会为表彰他的贡献，设立了卡齐尔奖学金。他于2009年5月30日在他雷霍沃特的家中病逝。